# Zouma-Silmi-Mossi
Pour les articles homonymes, voir Zouma (homonymie).
Ne doit pas être confondu avec Zouma-Mossi ou Zouma-Peulh.
Zouma-Silmi-Mossi est une localité située dans le département de Séguénéga de la province du Yatenga dans la région Nord au Burkina Faso.

## Santé et éducation
Les centres de soins les plus proches de Zouma-Silmi-Mossi sont le centre de santé et de promotion sociale (CSPS) et le centre médical avec antenne chirurgicale (CMA) de Séguénéga.
Le village ne possède pas d'école primaire, les élèves devant se rendre à Zouma-Mossi.